# Lasioloma arachnoideum
Lasioloma arachnoideum är en lavart som först beskrevs av August von Krempelhuber och som fick sitt nu gällande namn av Rolf Santesson 1952. 
Lasioloma arachnoideum ingår i släktet Lasioloma och familjen Ectolechiaceae. Inga underarter finns listade i Catalogue of Life.